# Rajongemeinde Ukmergė

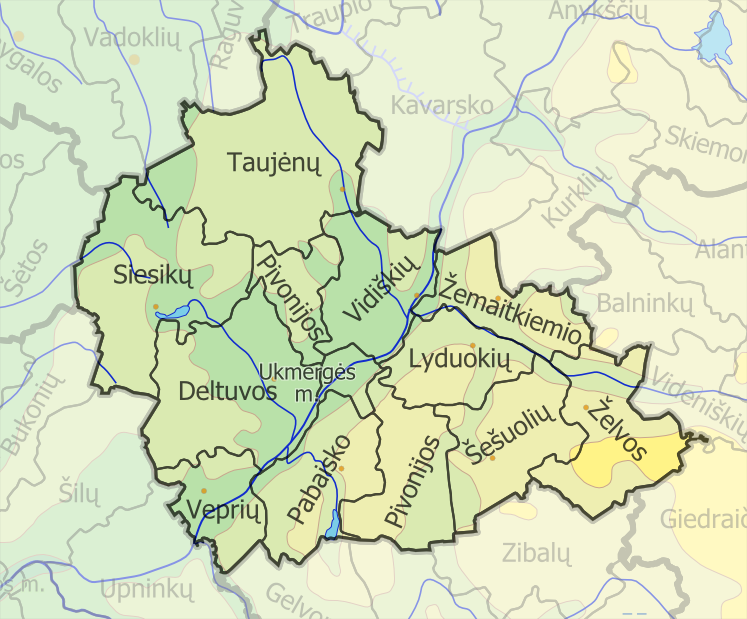
Amtsbezirke der Rajongemeinde Ukmergė

Die Rajongemeinde Ukmergė (litauisch Ukmergės rajono savivaldybė) ist eine Rajongemeinde im Bezirk Vilnius in Litauen mit 39.845 Einwohnern. Das Zentrum ist Ukmergė. Durch die Rajongemeinde fließt die Šventoji mit der Siesartis. Es gibt 30 Seen und weitere Schutzgebiete.

## Geschichte
Im Großfürstentum Litauen gab es den Bezirk Wilkomir in der Woiwodschaft Wilna.
In Sowjetlitauen wurde 1950 das Rajon Ukmergė aus dem damaligen Bezirk Ukmergė (27 Kreise und Stadt Ukmergė) gebildet. Von 1950 bis 1953 war es Teil des Gebiets Vilnius. 1995 wurde die heutige Rajongemeinde Ukmergė gegründet.

## Orte
Einwohner (2001):
- Ukmergė – 28.759
- Šventupė – 842
- Vepriai – 663
- Siesikai – 601
- Dainava – 547
- Vidiškiai – 528
- Želva – 516
- Deltuva – 503
- Jasiuliškis – 467
- Rečionys – 330

## Bürgermeister
- 1918: Boleslovas Dirmantas
- 1931: Vladas Rėklaitis
- 1990: Dalius Merkliopas
- 1992: Janina Akstinavičienė
- 1995: Sigitas Čirba
- 1996: Alė Viktorija Galevskienė
- 1997: Vytautas Grušauskas
- 1998: Antanas Dambrauskas
- 2000, 2003: Janina Akstinavičienė
- 2004, 2007: Algirdas Kopūstas
- 2013–2015: Vydas Paknys
- 2015–2023: Rolandas Janickas, 2 Amtszeiten
- Seit 2023: Darius Varnas (* 1973)

## Persönlichkeiten (in Ukmergė geboren)
- Aaron Klug (1926–2018), britischer Biochemiker und Molekularbiologe, Nobelpreisträger 1982

## Galerie

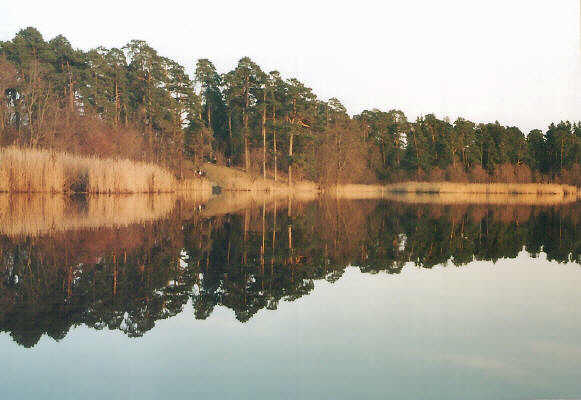
See Vepriai
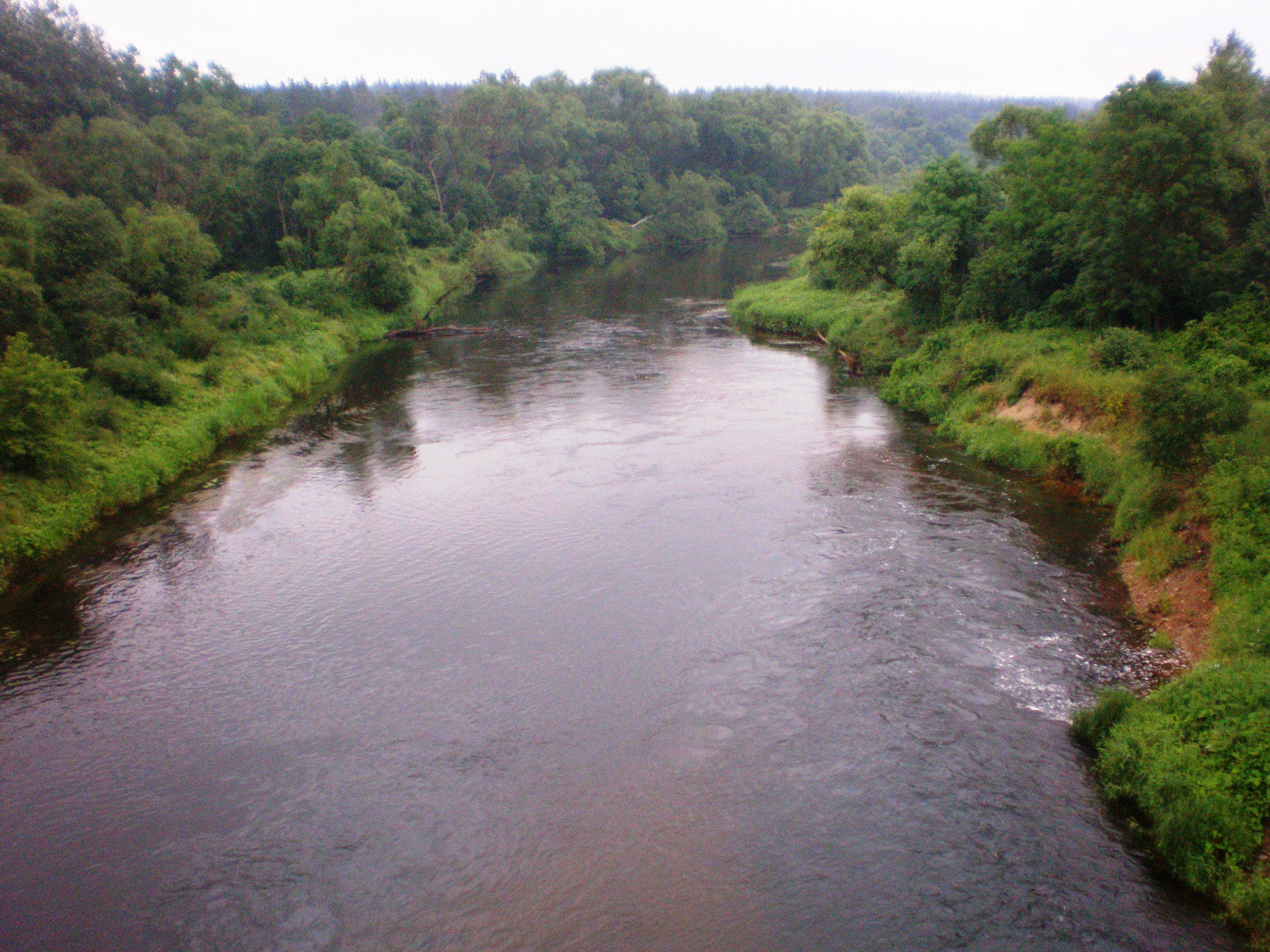
Šventoji bei Šventupė
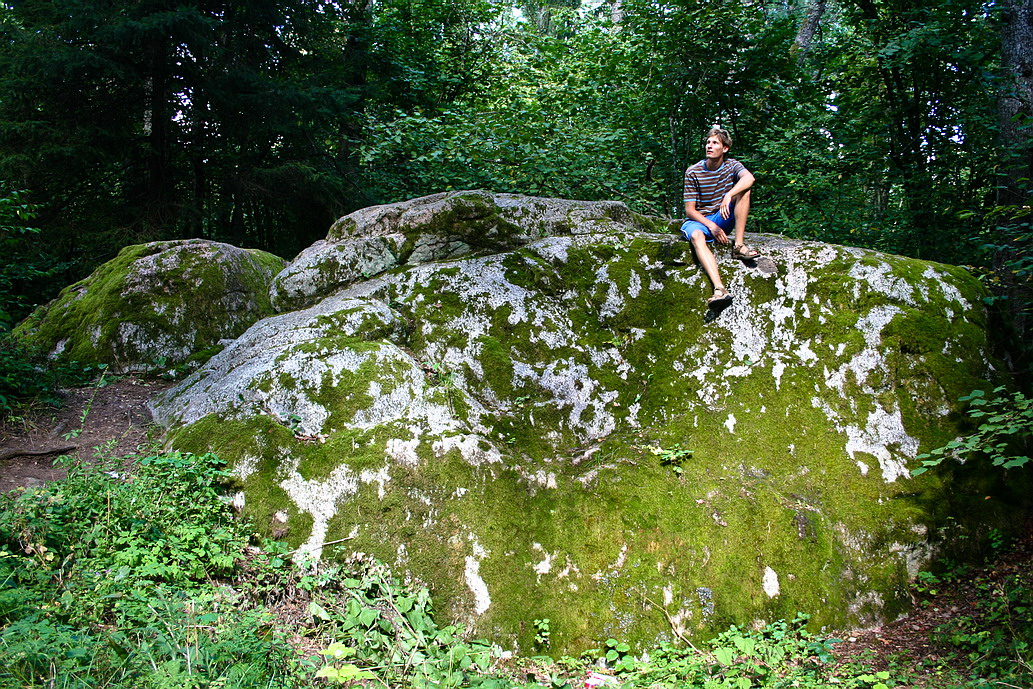
Stein Mokas